# 동카인 황제
동경제(베트남어: Đồng Khánh / 同慶 동경, 1864년 ~ 1889년)은 베트남 응우옌 왕조의 제9대 황제(재위 : 1885년 ~ 1889년)이다. 휘는 완복변(Nguyễn Phúc Biện, 阮福昪), 자는 완복응기(Nguyễn Phúc Ưng Kỳ, 阮福膺祺)이다. 묘호는 경종(Cảnh Tông/景宗). 시호는 배천명운효덕인무위공홍렬총철민혜순황제(Phối Thiên Minh Vận Hiếu Đức Nhân Vũ Vĩ Công Hoằng Liệt Thông Thiết Mẫn Huệ Thuần Hoàng Đế/配天明運孝德仁武偉功弘烈總哲敏惠純皇帝)이다.

## 생애
함의제(咸宜帝)가 프랑스에게 저항하는 움직임을 보여 폐위되고, 1885년 21세에 즉위하였지만, 1889년 24세에 사망하였다. 동경제의 아들인 계정제는 어렸기 때문에 동경제의 사촌 형제인 육덕제의 아들인 완복소(Nguyễn Phúc Chiêu, 阮福昭)가 성태제(成泰帝)로서 제위를 계승하게 되었다.
| 전 임 함의제 | 제9대 베트남 응우옌 왕조의 황제 1885년 ~ 1889년 | 후 임 성태제 |